# Ducula subflavescens
Il piccione imperiale giallastro (Ducula subflavescens Finsch, 1886) è un uccello della famiglia dei Columbidi diffuso nell'arcipelago di Bismarck e nelle isole dell'Ammiragliato.